# Бойкот російських товарів (2022)
Рух бойкоту проти російської та білоруської продукції поширився в деяких країнах, особливо в країнах Балтії. В Естонії багато мереж супермаркетів прибрали з полиць російські продукти та напої. У Латвії більшість супермаркетів вилучили російські та білоруські продукти, зокрема харчові продукти, напої, журнали та газети; мережі Coop, Rimi, Maxima та Barbora стали найвідомішими мережами супермаркетів, які приєдналися до бойкоту. У Канаді комітетам із контролю за алкогольними напоями кількох провінцій, включно з Радою контролю за алкогольними напоями Онтаріо, Société des alcools du Québec, Newfoundland and Labrador Liquor Corporation, Manitoba Liquor & Lotteries Corporation і Nova Scotia Liquor Corporation, було наказано вилучити російську алкогольну продукцію з роздрібних магазинів. Уряд Британської Колумбії припинив імпорт російської алкогольної продукції. У Сполучених Штатах багато барів і алкогольних магазинів також прибрали з полиць російську горілку.